# Brainstorm (film)
Pour les articles homonymes, voir Brainstorm.
Pour plus de détails, voir Fiche technique et Distribution.
Brainstorm est un film américain réalisé par Douglas Trumbull et sorti en 1983.

## Synopsis
Deux brillants scientifiques, Lillian Reynolds et « Mike » Brace, réussissent, après des années de recherche, à mettre au point une sorte de magnétoscope qui permet d'enregistrer toutes les émotions et les sensations (les 5 sens) ressenties par un être humain. De la même façon, la bande enregistrée permet à une tierce personne de revivre ces mêmes sensations et même au-delà de ce que les savants ont imaginé : les souvenirs enfouis au plus profond des neurones du cerveau humain. Comme toute invention, elle a un potentiel dangereux et c'est ce qui intéresse très vite l’armée au grand dam de la puriste et intègre savante qu’est Lilian. Mike, séparé de son épouse Karen qui travaille au service design du même centre de recherches, vit une relation amoureuse avec Lilian, tous deux portés par la ferveur de leur invention. Un soir où Lilian, chercheuse inlassable, travaille solitairement et tardivement dans son laboratoire, elle est soudainement victime d’une crise cardiaque. Submergée par la douleur, elle n’arrive pas à composer le numéro de téléphone de Mike, mais, en savante forcenée, a le réflexe de déclencher l’enregistrement de sa mort. Toutes les captations, et a priori, la dernière de Lilian, sont espionnées par les militaires avec la complicité du directeur du centre Alex Terson pour un hideux projet de lavage de cerveau appelé « Brainstorm ». Mike, qui veut visionner la bande-testament de Lilian, se heurte au refus d’Alex qui le congédie. Avec l’aide de Karen, il monte un stratagème pour visionner à distance le précieux enregistrement en détraquant les systèmes de sécurité du centre de recherches…

## Fiche technique
- Titre original : Brainstorm
- Titre québécois : Le Project-Brainstorm
- Réalisation : Douglas Trumbull
- Assistants à la réalisation : Patrick Cosgrove, Brian E. Frankish, Robert Jeffords, Eugene Mazzola, David McGiffert
- Scénario : Philip Frank Messina, Robert Stitzel d'après l'histoire de Bruce Joel Rubin
- Direction artistique : David Snyder
- Décors : John Vallone, Linda DeScenna, Tom Pedigo
- Costumes : Donfeld
- Photographie : Richard Yuricich
- Effets spéciaux : Don Baker
- Son : Philip Rogers, Teri E. Dorman, Victoria Rose Sampson, William A. Sawyer
- Montage : Freeman A. Davies, Edward Warschilka
- Musique : James Horner
- Producteur : Douglas Trumbull
- Producteurs exécutifs : Jack Grossberg, Joel L. Freedman
- Sociétés de production : AJF Productions, MGM, SLM Entertainment
- Sociétés de distribution : MGM, Paramount Pictures France
- Budget : 15 millions $
- Pays d'origine :  États-Unis
- Langue originale : anglais
- Format, couleur par Metrocolor :
  - Version 35 mm 2.35:1 Panavision — son Dolby stéréo
  - Version 70 mm 2.20:1 Super Panavision — son stéréo 6 pistes
- Genre : film fantastique, science-fiction
- Durée : 106 minutes
- Dates de sortie :
  -  : 30 septembre 1983
  -  : 1er février 1984
- (fr) Classification CNC : tous publics (visa d'exploitation no 57914 délivré le 24 octobre 1983)

## Distribution
- Christopher Walken (VF : Bernard Tiphaine) : le Dr Michael « Mike » Anthony Brace
- Natalie Wood (VF : Danielle Volle) : Karen Brace
- Louise Fletcher (VF : Nadine Alari) : la Dr Lillian Reynolds
- Cliff Robertson (VF : Pierre Hatet) : Alex Terson
- Jordan Christopher (VF : Jacques Ferrière) : Gordy Forbes
- Donald Hotton (VF : Jean-Claude Michel) : Landan Marks
- Alan Fudge (VF : Roger Lumont) : Robert Jenkins
- Joe Dorsey (VF : Philippe Dumat) : Hal Abramson
- Bill Morey (VF : Jacques Dynam) : James Zimbach
- Darrell Larson (VF : Jean-Pierre Leroux) : le technicien de la sécurité
- Lou Walker (VF : Med Hondo) : Chef, le cuisinier
- Stacey Kuhne-Adams (VF : Anne Kerylen) : Andrea
- John Hugh (VF : François Leccia) : le technicien du laboratoire animal
- Keith Colbert (VF : Daniel Gall) : le Dr Ted Harris
- Mary-Fran Lyman (VF : Jane Val) : l'agente immobilière
- Jim Boyd (VF : Jean Berger) : le colonel Howe
- Rev. Robert Terry Young (VF : William Sabatier) : le pasteur
- Jim Burk (VF : Pierre Fromont) : le technicien du labo
- Jimmy Casino (VF : Georges Atlas) : le technicien de la vidéothèque
- John Gladstein (VF : Jean-Claude Balard) : le Dr Pederson
- Herbert Hirschman (VF : Henri Labussière) : le Dr Graf
- John Vidor (VF : William Coryn) : le groom
- Wallace Merck (VF : Jacques Richard) : un agent
- Roger Black (VF : Albert de Médina) : Bob Burns
- Tommy J. Huff (VF : Georges Atlas) : un garde
- Clay Boss (VF : Daniel Gall) : l'homme à la vidéothèque
- Peter Harrell (VF : Robert Liensol) : Doug

## Distinctions

### Récompenses
- Académie des films de science-fiction, fantastique et horreur 1984 : 
  - Saturn Award de la meilleure actrice à Louise Fletcher.
  - Saturn Award de la meilleure musique à James Horner.

### Nominations
- Académie des films de science-fiction, fantastique et horreur 1984 : 
  - Nomination au Saturn Award du meilleur film de science-fiction.
  - Natalie Wood nommée pour le Saturn Award de la meilleure actrice dans un second rôle.
  - Douglas Trumbull nommé pour le Saturn Award du meilleur réalisateur.
  - Nomination pour le Saturn Award des effets spéciaux.
- Festival international du film fantastique d'Avoriaz 1984 : Douglas Trumbull nommé pour le Grand prix.
- Prix Hugo 1984 : Douglas Trumbull (réalisateur), Philip Frank Messina et Robert Stitzel (scénaristes), et Bruce Joel Rubin (histoire), nommés pour le prix de la meilleure conception dramatique.

## Production

### Casting
- Dernier film de Natalie Wood, morte noyée avant de terminer le film, ce qui contraignit Douglas Trumbull, confronté aux assureurs, à recourir à quelques artifices pour insérer les derniers plans où elle devait apparaître.

### Tournage
- Début des prises de vue : fin septembre 1981 (six semaines de tournage en extérieurs)[1].
- Extérieurs en Caroline du Nord : Outer Banks, Raleigh, Durham, Pinehurst, Research Triangle Park, Kill Devil Hills[2].
- Douglas Trumbull voulait tourner le film avec le procédé showscan qu'il avait mis au point, utilisant 60 images par seconde, mais ceci ne se réalisa pas vu le coût trop élevé[1].
- Natalie Wood décèdera le 29 novembre 1981, quelques semaines avant la fin du tournage. Sa jeune sœur Lana Wood sera engagée comme doublure pour terminer les scènes où elle devait apparaître[3].

## Thèmes et contexte
Le film prévaut par le portrait de la scientifique Lilian Reynolds, incarnée par Louise Fletcher en chercheuse invétérée léguant à son partenaire l’enregistrement de sa mort, lui révélant ainsi les ultimes sensations d’un corps et d’un cerveau qui s’éteint, puis l’envol d’une âme, fantastique et poétique théorie des scénaristes. Les effets spéciaux deviennent alors secondaires, le thème le plus intéressant est la performance de l'ingénieux système qui mémorise les sensations les plus secrètes du cerveau humain, ce qui permet notamment au couple Mike-Karen (Walken-Wood) de revivre ses émotions enfouies et toujours intactes. Le couple dépasse les contingences humaines pour s’allier pour découvrir, coûte que coûte, le legs scientifique et affectif fait par Lilian, non seulement à Mike, mais aussi à l’humanité bienfaisante. L’humour s’allie à l’action dans le centre de recherche déglingué où les gardiens menacent les robots devenus fous comme des êtres humains. Outre la prestation remarquable de Louise Fletcher, Natalie Wood est très émouvante dans son ultime rôle, épouse définitivement dévouée à son mari et, par là même, à la femme qu’il a aimé. Christopher Walken est totalement crédible en savant transfiguré par son voyage par procuration au pays des âmes mortes.

## Autour du film
- Le film de science-fiction Strange Days de Kathryn Bigelow reprend la trame du film quant au dispositif technique d'enregistrement des émotions.